# شرکت نفت شمال عراق
شرکت نفت شمال عراق (انگلیسی: North Oil Company) شرکت نفت و گاز عراقی است، که در سال ۲۰۰۸ تأسیس شد.